# Prospalta poliomera
Prospalta poliomera là một loài bướm đêm trong họ Noctuidae.